# Mauricio británico
Mauricio británico (en inglés: British Mauritius) fue una colonia de la Corona británica ubicada frente a la costa sureste de África. Anteriormente parte del imperio colonial francés, la colonia de la corona de Mauricio se estableció después de una invasión británica en 1810, durante las guerras napoleónicas, y el posterior Tratado de París en 1814. El gobierno británico terminó el 12 de marzo de 1968, cuando Mauricio se independizó.

## Historia

### Inicios
La colonia de Isla de Francia, que consistía en Mauricio y algunas otras islas, había estado bajo el dominio francés desde 1715. Sin embargo, durante las guerras napoleónicas, a pesar de la victoria naval francesa en la batalla de Grand Port del 20 al 27 de agosto de 1810, Mauricio fue capturada el 3 de diciembre de 1810 por los británicos al mando del comodoro Josias Rowley. La posesión británica de la isla fue confirmada cuatro años después por el Tratado de París. No obstante, las instituciones francesas, incluido el Código Civil napoleónico, se mantuvieron, y el idioma francés fue aún más utilizado que el inglés.
La administración británica, con Robert Townsend Farquhar como primer gobernador, provocó rápidos cambios sociales y económicos. Uno de los más importantes fue la abolición de la esclavitud el 1 de febrero de 1835. Los plantadores recibieron una compensación de dos millones de libras esterlinas por la pérdida de sus esclavos, que habían sido importados de África continental y Madagascar durante la ocupación francesa.

### Conflictos con la comunidad india
El pueblo criollo de Mauricio tiene sus orígenes en los dueños de las plantaciones y en los esclavos que trabajaban en los campos de azúcar. Los indo-mauricianos son descendientes de inmigrantes indios que llegaron en el siglo XIX a través del Aapravasi Ghat como trabajadores contratados después de la abolición de la esclavitud. En 1885, se introdujo una nueva constitución. La élite franco-mauriciana controlaba casi todas las grandes haciendas azucareras y era activa en los negocios y la banca. A medida que la población india se hizo numéricamente dominante y se extendió la franquicia de votación, el poder político pasó de los franco-mauricianos y sus aliados criollos a los indo-mauricianos.
El cultivo de la caña de azúcar recibió un impulso y la economía de la isla floreció, especialmente con la exportación de azúcar al Reino Unido. Como consecuencia, mejoró la infraestructura de la colonia, aunque también surgieron conflictos sociales.
Los conflictos surgieron entre la comunidad india y los franco-mauricianos en la década de 1920, lo que provocó varias muertes (principalmente de originarios de la India). Después de esto, el Partido Laborista de Mauricio fue fundado en 1936 por Maurice Cure para salvaguardar el interés de los trabajadores. Un año más tarde, Cure fue sucedido por Emmanuel Anquetil, quien intentó obtener el apoyo de los trabajadores del puerto. Después de su muerte, Guy Rozemond asumió la dirección del partido. Tras los disturbios de la Uba de 1937, el gobierno británico local instituyó reformas significativas que prohibieron los sindicatos, mejoraron los canales de arbitraje entre trabajadores y empleadores y mejoraron las condiciones de trabajo.

### Modificaciones territoriales
En 1888, la isla de Seychelles fue separada de Mauricio para conformar otra colonia de la corona.
En 1965, el Reino Unido separó el archipiélago de Chagos de Mauricio para crear el Territorio Británico en el Océano Índico con la finalidad de utilizar esas islas estratégicas con finalidades defensivas junto con los Estados Unidos. Tras la independencia, los posteriores gobiernos de Mauricio han reclamado esas islas señalando que la separación fue ilegal a la luz del derecho internacional, llevando el caso a la Corte Internacional de Justicia.
Otra disputa actual ocurre con la isla Tromelin, cedida por Reino Unido a Francia pero reclamada por Mauricio.
El 3 de octubre de 2024, el Reino Unido y Mauricio anuncian conjuntamente que se ha llegado a un acuerdo para resolver la disputa, transfiriendo la soberanía del Territorio Británico del Océano Índico a Mauricio a cambio de que el Reino Unido y Estados Unidos retengan el control durante los próximos 99 años de la base militar Diego García, la isla más grande del territorio.

### Independencia
En 1965 se realizó la última conferencia constitucional de la colonia, que allanó el camino para la independencia. Después de las elecciones generales de 1967, Mauricio aprobó una nueva constitución y se proclamó independiente el 12 de marzo de 1968.

## Organización política

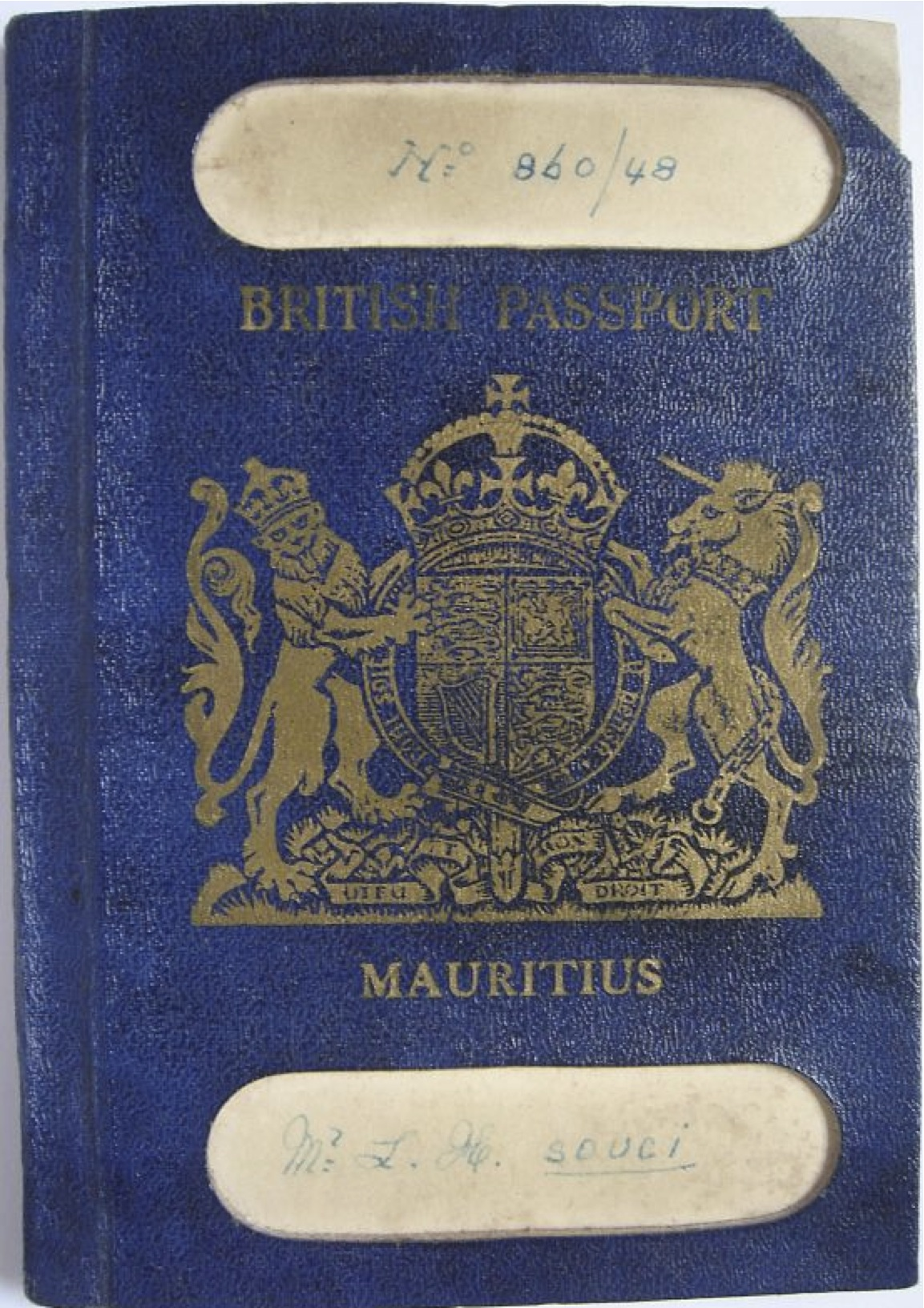
Pasaporte de la colonia.

En 1825 se estableció con Consejo de Gobierno, ampliado en 1886 para incorporar representantes electos. Sin embargo, el acceso estaba restringido a personas de cierta categoría de ingresos y a propietarios. No fue hasta 1948 cuando se extendió el derecho de acceso a todos los ciudadanos pasando un simple examen de alfabetización.
El Consejo de Gobierno posteriormente fue reemplazado por una Asamblea Legislativa compuesta por 19 miembros electos, 12 miembros nominados por el Gobernador y tres miembros ex officio. Las primeras elecciones generales se celebraron en agosto de 1948 y la primera Asamblea se reunió el 1 de septiembre de 1948.
En 1955 y 1957 se celebraron conferencias constitucionales en Londres, introduciendo el sistema ministerial. Las elecciones generales se celebraron el 9 de marzo de 1959. La votación se realizó por primera vez sobre la base del sufragio universal de los adultos y el número de electores ascendió a 208.684. En 1961, se celebró una nueva conferencia de revisión constitucional en Londres y se estableció un programa de mayor avance constitucional.
En 1961 se estableció el cargo de ministro principal (equivalente al actual primer ministro de Mauricio), quien fue el jefe de gobierno; los poderes ejecutivos fueron conferidos por el gobernador, representante del Monarca británico. El único titular del cargo fue Seewoosagur Ramgoolam, desde el 26 de septiembre de 1961 hasta el 12 de marzo de 1968.